# Левин III фон дер Шуленбург
Левин III фон дер Шуленбург (на немски: Levin III von der Schulenburg; * 1564; † 1625) е благородник от род фон дер Шуленбург в Алтмарк в Саксония-Анхалт.

## Произход
Той е най-големият син (от седем сина и десет деца) на Албрехт IV фон дер Шуленбург (1535 – 1583) и съпругата му Доротея фон Велтхайм (ок. 1539 – 1593), дъщеря на Ахац фон Велтхайм († 1558) и Аделхайд фон Швихелт († 1545). Внук е на Левин I фон дер Шуленбург (1510 – 1569) и Илза фон Квитцов (1518 – 1591). Брат е на Ахац I фон дер Шуленбург (1565 – 1616), Георг XI фон дер Шуленбург (1567 – 1607), Липолд I фон дер Шуленбург (1568 – 1636), Вернер фон дер Шуленбург († сл. 1583) и Дитрих XI фон дер Шуленбург (1574 – 1618).

## Фамилия
Първи брак: с Клара фон Трота (1568 – 1622). Те имат 11 деца:
- Албрехт VII (1596 – 1632), женен за София фон Майендорф († 1633); има 1 дъщеря
- Левин Давид (1605 – 1621)
- Маргарета († 1612)
- Илза († 1612)
- Доротея († сл. 1616), омъжена за Петер Максимилиан фон Рунге
- Клара († сл. 1622), омъжена за Август фон Хойм
- Агнес († сл. 1622), омъжена за Готфрид фон Арнсвалде
- Луция Лукреция († сл. 1622), омъжена за Йоахим фон Бредерлов
- Олеке
- Анна Мария († сл. 1622), омъжена за Кристоф фон Рамин
- Катарина Елизбет († сл. 1615), омъжена за Беренд Йохан фон Бюлов (1590/1596 – 1648)

Втори брак: през 1623 г. с Елизабет Катарина фон Арним. Бракът е бездетен.